# Domínio da frequência

A transformada de Fourier converte a representação da função no domínio do tempo, mostrada em vermelho, para a representação da função no domínio da frequência, mostrada em azul. As frequências componentes, distribuídas pelo espectro de frequência, são representadas como picos no domínio da frequência.

Em matemática , física , eletrônica , engenharia de sistemas de controle e estatística , o domínio da frequência se refere à análise de funções matemáticas ou sinais com relação à frequência (e possivelmente ângulo de fase), em vez de tempo, como em séries temporais .  Enquanto um gráfico de domínio de tempo mostra como um sinal muda ao longo do tempo, um gráfico de domínio de frequência mostra como o sinal é distribuído dentro de diferentes bandas de frequência em uma faixa de frequências. Uma representação de domínio de frequência de valor complexo consiste na magnitude e na fase de um conjunto de senoides (ou outras formas de onda de base) nos componentes de frequência do sinal. Embora seja comum se referir à porção de magnitude (o domínio de frequência de valor real) como a resposta em frequência de um sinal, a porção de fase é necessária para definir de forma única o sinal.

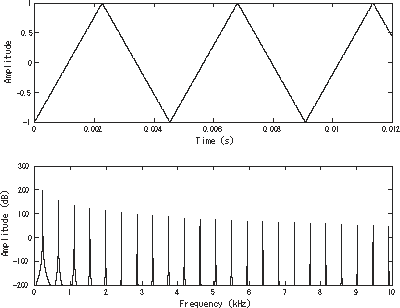
Uma onda triangular no domínio do tempo (topo) e o gráfico de espectro correspondente (embaixo). A freqüência fundamental é de 220 Hz. Cada linha vertical indica a amplitude de uma das freqüências componentes da onda.

O osciloscópio é uma ferramenta comumente usada para visualizar sinais do mundo real no domínio do tempo, enquanto um analisador de espectro é uma ferramenta usada para visualizar sinais no domínio da frequência. Falando não tecnicamente, um gráfico no domínio do tempo mostra como um sinal varia ao longo do tempo; em contraste, um gráfico no domínio da frequência, comumente chamado de espectro de frequências, mostra quanto do sinal reside em cada faixa de frequência. 

## Transformação do domínio do tempo para a frequência
Uma função pode ser convertida do domínio do tempo para o da frequência através de um operador matemático chamado genericamente de transformada integral.  Um exemplo é a transformada de Fourier, que decompõe uma função na soma de um (potencialmente infinito) número de componentes senoidais, produzindo um espectro de frequências. A transformada inversa correspondente converte esse espectro de volta para o domínio do tempo, ou seja, para a função original. Existem ainda transformadas que permitem a conversão para um domínio misto do tempo e da frequência ao mesmo tempo, como é o caso da transformada wavelet.
Ao aplicar-se a transformada de Fourier, passa-se do domínio do tempo para o domínio da frequência real; neste domínio, a informação a respeito de deslocamentos de fase do sinal em função da frequência desaparece. Em contraste, ao aplicar-se a transformada de Laplace, passa-se ao domínio da frequência complexa , no qual a informação a respeito de deslocamentos de fase do sinal é preservada. Devido a isso, no domínio da frequência real é possível prever o comportamento de um sistema apenas em regime estacionário; no domínio da frequência complexa, é possível prever o comportamento também em regime transitório.
Outra diferença entre as diversas transformadas é que algumas trabalham a partir do domínio do tempo contínuo; outras, a partir do tempo discreto. As primeiras são adequadas para a análise de sinais analógicos, e as últimas, para a análise de sinais digitais. São exemplos do primeiro tipo a transformada de Fourier e a transformada de Laplace citadas acima;  exemplos do segundo tipo são a transformada Z e a transformada discreta de Fourier.

## Vantagens
Uma das principais razões para usar uma representação do domínio da frequência de um problema é para simplificar a análise matemática. Para sistemas matemáticos governados por equações diferenciais lineares, uma classe de sistemas muito importante com várias aplicações reais, convertendo a descrição do sistema de domínio do tempo para domínio de frequência, converte-se as equações diferenciais em equações algébricas, que são bem mais fáceis de resolver.
Além disso, olhar para o sistema pelo ponto de vista da frequência pode te dar um entendimento do comportamento qualitativo do sistema, e uma nomenclatura científica reveladora se adequou para descrevê-lo, caracterizando o comportamento sistemas físicos com variáveis de tempo usando os termos como largura de banda, resposta em frequência, ganho, mudança de fase, frequências de ressonâncias, constante do tempo, largura de ressonância, fator de amortecimento, fator Q, harmônicos, espectro, densidade espectral de potência, autovalores, polos e zeros.
Um exemplo de campo em que a análise do domínio da frequência oportuniza um melhor entendimento que o domínio do tempo é a música, a teoria de operação de instrumentos musicais, a notação musical que costumava ser gravada e a discutir de partes da música que é implicitamente baseada na quebra de sons complexos nas frequências dos seus componentes separados (notas musicais).

## Fase e magnitude
Um sinal, seja ele uma onda sonora ou eletromagnética, um perfil de vibração qualquer, ou mesmo uma sequência de sinais eletrônicos, é sempre descrito no domínio da frequência como uma função complexa. Isto é, possui uma parte real e uma parte imaginária. Isso pode ser interpretado da seguinte forma: A amplitude do sinal, em dada frequência do domínio, é dada pela magnitude do número complexo correspondente, enquanto a fase do sinal é dado pelo ângulo desse número com o eixo real.  Aplicando-se as transformadas mais usuais, como Laplace, Z- ou Fourier, o sinal no tempo se desdobra em dois espectros de frequência. Um correspondente às magnitudes e outro às fases para cada frequência. 
Uma onda sonora, por exemplo, pode ser transformada em um sinal na frequência utilizando a transformada de Fourier. Neste caso, cada frequência que compõe a onda sonora é representada por uma função senoidal com amplitude e fase. Para grande parte das aplicações dos espectros de frequência, a fase não é importante. Mas, por outro lado, se o sinal no tempo precisa ser reconstruído a partir do domínio da frequência, o conhecimento do diagrama de fases do espectro é essencial. 

Visualização gráfica de como é feita a passagem do domínio do tempo para a frequência.

## Analisador de espectro
O analisador de espectro é um aparelho que, recebendo um sinal no tempo, disponibiliza ao usuário informações sobre o sinal no domínio da frequência. É o correspondente no domínio da frequência ao osciloscópio no domínio do tempo. Usualmente é de vasta utilização na física e na engenharia. Analisadores de espectro eletromagnético são utilizados, por exemplo, para avaliação das frequências da luz emitidas por corpos celestes para posterior determinação de sua composição química e velocidade relativa (Ver Efeito Doppler). Na engenharia elétrica, eletrônica e de computação, por outro lado, estes equipamentos são muito úteis no projeto e avaliação de equipamentos de transferência de dados, como antenas receptoras e transmissoras.  

## Densidades espectrais de potência[3]
Um bom exemplo de funções do domínio da frequência e com grande aplicabilidade nas ciências e na engenharia são as Densidades Espectrais de Potência, ou Power Spectral Densitys (PSD). Trata-se de uma descrição no domínio da frequência aplicável a uma ampla gama de sinais não periódicos e geralmente aleatórios no tempo. Um exemplo de aplicação das PSDs é no estudo da quantidade de energia carregada por ondas sonoras e eletromagnéticas na física. Na engenharia, este conceito é utilizado no estudo da dinâmica de automóveis. A norma ISO 8608, por exemplo, estabelece uma padronização na classificação de estradas rodoviárias baseada na Densidade Espectral de potência dos deslocamentos relativos da pista.Segundo a norma, a PSD de uma dada pista pode ser aproximada por:
{\displaystyle G_{d}(n)=G_{d}(n_{0})({\frac {n}{n_{0}}})^{-W}}
Onde {\displaystyle G_{d}(n_{0})} é uma densidade espectral de referência, {\displaystyle n_{0}} é a frequência espacial de referência e W é um valor que define a inclinação da reta em escala logarítmica. 

## Domínio discreto da frequência[5]
A transformada de Fourier de um sinal periódico gera um espectro discreto no domínio da frequência. Isto é, um sinal periódico no tempo somente tem valor em um alguns pontos do domínio da frequência, correspondentes às frequências das senoides que compõem o sinal no tempo. Em resumo, um sinal periódico pode ser analisado utilizando-se de um domínio discreto de frequências. Por outro lado, um sinal discreto no tempo gera um espectro periódico na frequência. Desta forma, se considerarmos um sinal no tempo que é discreto e periódico, chega-se em um sinal na frequência que é, também, discreto e periódico. Neste contexto geralmente é utilizada a transformada discreta de Fourier, muito útil em análises digitais aonde os sinais são sempre discretos.